# Aquilaspio peruana
Aquilaspio peruana är en ringmaskart som först beskrevs av Hartmann-Schröfder 1962.  Aquilaspio peruana ingår i släktet Aquilaspio och familjen Spionidae. Inga underarter finns listade i Catalogue of Life.